# Качур, Владимир Михайлович
Владимир Михайлович Качур (21 апреля 1930, Каменец-Подольский — 28 сентября 1974, Хмельницкий) — советский футболист, правый защитник. Мастер спорта СССР (1957).

## Биография
Окончил среднюю школу № 2 в Каменце-Подольском, затем учился в школе пограничников. В этот период начал играть в футбол во взрослых соревнованиях за местное «Динамо». В 1950 году был призван в армию и выступал за киевский «Дом офицеров», стал бронзовым призёром первенства Украинской ССР среди коллективов физкультуры 1950 года. В 1951 году переведён в киевское «Динамо», но в первых сезонах не попадал в состав, а в 1952 году также играл за «Динамо» (Мукачево).
9 июня 1953 года дебютировал в составе киевлян в матче чемпионата СССР против харьковского «Локомотива». В сезоне 1953 года сыграл 12 матчей, затем появлялся на поле гораздо реже. Всего в 1953—1955 годах сыграл в классе «А» 18 матчей.
В 1956 году перешёл в «Спартак» (Станислав/Ивано-Франковск). В 1957 году со своим клубом стал серебряным призёром финального турнира класса «Б», за что получил звание мастера спорта. Также в 1957 году стал четвертьфиналистом Кубка СССР, в матче 1/4 финала команда уступила одноклубникам из Москвы. Продолжал выступать за команду до 1962 года, сыграл за это время 195 матчей в классе «Б».
Окончил Ивано-Франковский техникум физкультуры (1963), затем учился в Каменец-Подольском пединституте. В 1963—1964 годах работал в тренерском штабе ивано-франковского «Спартака». В 1965 году переехал в Хмельницкий, где до конца жизни работал детским тренером.
Скончался на 45-м году жизни 28 сентября 1974 года в Хмельницком.